# حسان نعيم
حسان يوسف نعيم (بالإنجليزية: Hassan Naim)‏ عالم كيمياء حيوية يحمل الجنسيتين اللبنانية والسويسرية. يشغل حاليًا منصب رئيس معهد الكيمياء الفسيولوجية (بالألمانية: Institut für Physiologische Chemie) بجامعة هانوفر للطب البيطري.

## مساره العلمي
الدكتور حسان نعيم حاصل على دكتوراه في الكيمياء الحيوية من جامعة برن، سويسرا. اشتغل في قسم الكيمياء الحيوية بجامعة لوزان (نقل الأغشية في الخلايا التائية) وعيادة طب الأطفال بجامعة برن (بنية ووظيفة بروتينات الحافة الفرشاتية). في عام 1989، انتقل إلى قسم الكيمياء الحيوية في المركز الطبي بجامعة جنوب غرب تكساس الطبية، دالاس، الولايات المتحدة، بغية مواصلة العمل على بنية ووظيفة بروتينات الحافة الفرشاتية). في عام 1991، تم تعيينه كقائد مجموعة بحثية في مجال «الحفز الحيوي» في جامعة دوسلدورف، ألمانيا. في عام 1997 تم تعيينه أستاذًا ورئيسًا لمعهد الكيمياء الفسيولوجية بجامعة هانوفر للطب البيطري بألمانيا.

## أبحاثه الحالية
تتمحور أبحاث الدكتور نعيم الحالية في مختبره على الآليات الجزيئية الكامنة وراء نقل البروتين، وخاصة فرز البروتين المستقطب في الخلايا الظهارية، سواء في الحالات السليمة أو الحالات المرضية.

## منشوراته
فيما يلي، بعض من منشورات الدكتور نعيم (على سبيل المثال لا الحصر):
- ك معلوف، ج جيا، س رزق، ج بروغدن، م كيزر، أ داس، ح نعيم (بالإنجليزية: Maalouf K, Jia J, Rizk S, Brogden G, Keiser M, Das A, Naim HY A modified lipid composition in Fabry disease leads to an intracellular block of the detergent-resistant membrane-associated dipeptidyl peptidase IV)‏
- ل سيم، س فيلمسما، س موهان، ح نعيم، ب بينتو، د روز (بالإنجليزية: Sim L, Willemsma C, Mohan S, Naim HY, Pinto BM, Rose DR Structural basis for substrate selectivity in human maltase-glucoamylase and sucrase-isomaltase N-terminal domains)‏
- م كران، س رزق، م الفلاح، م برندت، ح نعيم (بالإنجليزية: Krahn MP, Rizk S, Alfalah M, Behrendt M, Naim HY Protocadherin of the liver, kidney and colon associates with detergent-resistant membranes during cellular differentiation)‏
- ك زيمر، إ فيشر، ت موثز، ج فيسن بلينز، م شميت، ه فيزر، إ ميندز، ج بوينينغ، م ليرك، ب سيكليتيرا، ب فيبر، ح نعيم (بالإنجليزية: Zimmer KP, Fischer I, Mothes T, Weissen-Plenz G, Schmitz M, Wieser H, Mendez E, Buening J, Lerch MM, Ciclitira PC, Weber P, Naim HY Endocytotic Segregation of Gliadin Peptide 31-49 in Enterocytes)‏
- م برنت، ج بولاينا، ح نعيم التسلسل الهرمي الهيكلي للعناصر التنظيمية في طي ونقل البروتين المعوي متعدد المجالات (بالإنجليزية: Behrendt M, Polaina J, Naim HY Structural hierarchy of regulatory elements in the folding and transport of an intestinal multi-domain protein)‏.